# Georg Zanger
Georg Zanger (* 15. Mai 1947) ist ein österreichischer Rechtsanwalt. Er zählt zu den prominentesten Wirtschaftsanwälten und Strafverteidigern der Republik. Er engagiert sich öffentlich gegen Rechtsextremismus.

## Leben
Georg Zanger ist der Sohn des Juristen Jakob Zanger und von Ernestine Zanger. Beide Elternteile waren Widerstandskämpfer und haben vorwiegend in Belgien gegen die deutsche Okkupation gekämpft. Sein Vater war KPÖ-Mitglied, der als Soldat der British Army in Österreich kämpfte.  Zanger ist jüdischer Herkunft, zwei Tanten und eine Cousine starben in Konzentrationslagern der Nationalsozialisten. 
Nach der Matura 1965 am Bundesrealgymnasium Wien 1 studierte Georg Zanger von 1965 bis 1970 Rechtswissenschaften an der Universität Wien. Ebendort wurde er zum Dr. jur. promoviert. Von 1970 bis 1975 war er Rechtsanwaltsanwärter in der Kanzlei seines Vaters. Aufgrund seiner anfangs kommunistischen Überzeugung durfte er in Österreich nicht Richter werden. Einen Executive M.B.L.-HSG in Wirtschaftsrecht durchlief er von 2003 bis 2005 an der Universität St. Gallen. 2004 studierte er Mediation an der Harvard University in Cambridge, Massachusetts.
Zanger war Lehrbeauftragter u. a. an den Universitäten Salzburg und Wien sowie Autor von juristischen Fachbüchern. Er ist seit 1977 vor allem als Wirtschafts- und Menschenrechtsanwalt am Neuen Markt in Wien tätig und gerichtlich beeideter Sachverständiger für Urheberrechtsfragen.
Seit 2006 hat Georg Zanger ein Netzwerk zwischen österreichischen und chinesischen Unternehmen, österreichischen Bundesländern und chinesischen Regionen aufgebaut. Die von ihm im Jahr 2010 gegründete Austrian Chinese Business Association ist heute eine private Wirtschaftsvereinigung, die China sowie chinesische Unternehmen mit Österreich verbindet. Zudem tritt Zanger als Kommentator von Entwicklungen in China auf, bei er zusammen mit dem österreichischen Juristen Gerd Kaminski die nationalen Sicherheitsgesetze in Hongkong so kommentiert: „..die schamlose Einmischung fremder Kräfte darin lasse sich klar erkennen“. Bei der Gründung eines „Chinakulturzentrums“ im August 2022 schlug er vor, „der Volksrepublik China den Friedensnobelpreis 2023 für die einzigartige Befreiung von 800 Mio. Menschen aus der tiefsten Armut [...] zu verleihen“.
Zanger war fünfmal im Jahr 2023 als Videokommentator auf Deutsch bei China Radio International zu sehen, u. a. zur Seidenstraße, den diplomatischen Beziehungen zwischen Österreich und China und auch am 23. Mai 2023 zu Tibet: „Tibet hat sich in den letzten Jahren in allen lebenswichtigen Bereichen positiv entwickelt. Das gilt für Bildung, die Armutsbekämpfung, die Umwelt und die Menschenrechte.“

## Wirken als Rechtsanwalt
Einer seiner Fälle war der gegen die Kronen Zeitung im Fall Lainz im Jahr 1989. Weiter vertrat er u. a. als Anwalt 1991 die Interessen des verurteilten Vergewaltigers Otto Muehl, 1994 des verurteilten Serienmörders Jack Unterweger, 1995 die Jura-Studentin und Ex-Geliebte von Udo Jürgens, Sabrina Burda, in Unterhalts- und Besuchspflichtfragen zur gemeinsamen unehelichen Tochter, 2000 von ehemaligen polnischen Zwangsarbeitern aus der Zeit des Nationalsozialismus, 2001/02 der Angehörigen des nigerianischen Asylbewerbers Marcus Omofuma, 2010 des Thomas Sessler Verlags bezüglich der Änderung der Bundeshymne und seit 2012 der Stifterin Gertrud Meschar gegen ihre Stiftungsvorstände FPÖ Nationalratspräsident Martin Graf, FPÖ-Politiker Alfred Wansch und Michael Witt. Im Jahre 2016 konnte er gegen das Hotel Sofitel, dass rechtswidrig sieben Fotowerke seines Mandanten Klemens Horvath weltweit vertrieben hat, einen für Österreich einzigartigen Schadenersatzbetrag von nahezu 1 Mio. Euro durchsetzen.
Georg Zanger ging in den 1970er Jahren mehrfach juristisch gegen rechte Studentenverbindungen und Zeitschriften vor. Er engagiert sich gegen rechtsextremistische Tendenzen im und aus dem Umfeld des sogenannten Dritten Lagers. 1985 gehörte er mit Otto Bruckner (KJÖ) und Alfred Gusenbauer (SJ) dem vierköpfigen Koordinationsausschuss des Komitees „Für ein demokratisches antifaschistisches Österreich“ an, welches der Kandidatur des FPÖ-Abgeordneten Otto Scrinzi als Bundespräsident entgegenwirkte. Den Wiener Justizbehörden hielt Zanger vor, „auf dem rechten Auge blind“ zu sein; beim Bundesamt für Verfassungsschutz und Terrorismusbekämpfung sieht er Defizite im Umgang mit Rechtsradikalismus. 2010 verklagte er 56 Personen und Organisationen eines angeblichen rechten Netzwerks, zu dem auch mehrere führende FPÖ-Politiker (u. a. Heinz-Christian Strache und Martin Graf), die Zeitschrift Die Aula und das Deutsche Kulturwerk Europäischen Geistes gehören sollen, wegen Verhetzung und Bildung einer kriminellen Vereinigung. Zwei Jahre später wurde das Verfahren in Graz eingestellt. 2011 ging er gegen den FPÖ-Bundesrat Werner Königshofer wegen dessen Kontakten zum rechtsextremen Blog Alpen-Donau.info vor. Aufgrund der umstrittenen Facebook-Veröffentlichung 2012 einer als antisemitisch gedeuteten Karikatur durch FPÖ-Bundesparteiobmann Heinz-Christian Strache und der rechtsextremen Kommentare von einigen Nutzern der Community zeigte Zanger den Betreiber der Seite an.

## Privates
Georg Zanger lebt in Wien, er war dreimal verheiratet und hat vier Kinder. 

## Publikationen
Autor
- Softwareurheberrecht für Hersteller und Anwender: Was Hersteller und Anwender von Software vom Urheberrecht wissen müssen. Orac, Wien 1989, ISBN 3-7007-0030-X (mit Werner R. Svoboda).
- Werbung und Urheberrecht. Orac, Wien 1991, ISBN 3-7007-0154-3.
- Urheberrecht und Leistungsschutz im digitalen Zeitalter: Ein Handbuch für Werbung, Film und Fernsehen. Orac, Wien 1996, ISBN 3-7007-0832-7.
- Telekommunikationsgesetz: Kommentar. Orac, Wien 2000, ISBN 3-7007-1468-8 (mit Liselotte Schöll).
- Telekommunikationsgesetz: Kommentar zum TKG 2003. 2., völlig neu bearbeitete und erweiterte Auflage. LexisNexis bzw. Orac, Wien 2004, ISBN 3-7007-1986-8 (mit Liselotte Schöll).
- Gerd Kaminski, Barbara Kreissl (Hrsg.): „Reich werden ist schön“ - Deng Xiaoping. ÖGCF - Österr. Ges. für Chinaforschung, Wien 2011, ISBN 978-3-9502606-3-2, China goes West, S. 57 f.

Herausgeber
- Urheberrecht für Fotografen. Orac, Wien 1988, ISBN 3-7015-4237-6.
- Das Telekommunikationsgesetz: Gesetzestext; Erläuterungen zur Regierungsvorlage; Bericht des Verkehrsausschusses. Orac, Wien 1997, ISBN 3-7007-1182-4.
- Telekommunikationsgesetz 2003: Gesetzestext; Erläuterungen zur Regierungsvorlage. LexisNexis bzw. Orac, Wien 2003, ISBN 3-7007-2798-4.

## Diskussionsrunde
- Wie rechts ist Österreich? (Video) ORF, Club 2, 11. Mai 2011, abgerufen am 4. Januar 2016 (Gastgeber: Peter Rabl, Gäste: Hans Jörg Schimanek, Georg Zanger, Nina Horaczek, Wolfgang Jung, Sieglinde Rosenberger).